# Hinrich Gerdes
Hinrich Hermann Gerdes (* 1. September 1847 in Friedrich-Augusten-Groden; † 14. Januar 1921 in Oldenburg (Oldb)) war ein deutscher Landwirt und Politiker (DVP).
Gerdes, der evangelischer Konfession war, war verheiratet und hatte keine Kinder. Er lebte als Landwirt in Friedrich-Augusten-Groden. 1901 bis 1921 war er Gemeindevorsteher der Gemeinde Middoge und lebte später als Rentner in Jever. Bei der Wahl zum Landtag des Freistaates Oldenburg 1920 wurde er für die DVP in den Landtag des Freistaates Oldenburg gewählt. Im Landtag war er Mitglied im Finanzausschuss. Nach seinem Tod rückte Auguste Henke für ihn nach.